# Krężna-Kolonia
Krężna-Kolonia (do 31.12.2012 Krężna, o statusie kolonii) – wieś w Polsce położona w województwie łódzkim, w powiecie piotrkowskim, w gminie Wola Krzysztoporska.
W latach 1975–1998 miejscowość administracyjnie należała do województwa piotrkowskiego.